# 普立茲公共服務獎
普立茲公共服務獎為美國普立茲14種獎項中的一種，普立茲獎每年頒發一次，用以表彰優秀的記者。 普立茲公共服務獎主要授與的對象為，透過應用新聞資源而對公共服務有傑出貢獻的報紙或新聞網站。這些新聞的可能形式有社論、卡通、照片、 圖像、影片及其他種種的線上素材，此外，這些新聞可能是印刷版，也可能是線上版。 
創立於1917年，公共服務獎是普立茲獎最早成立的獎項之一，然而該獎項於當年度沒有獲獎者。在普立茲的所有獎項之中，公共服務獎是唯一一個授予獲獎者金牌的獎項。因此，普立茲公共服務獎是新聞界的最高殊榮。

## 外部連結
- The Pulitzer Prize for Public Service （页面存档备份，存于）
- Harris, Roy J. . University of Missouri Press. 2008-01-01  [2021-12-25]. ISBN 9780826266118. （原始内容存档于2021-01-24）.
- History of The Pulitzer Prizes （页面存档备份，存于）